# Wahlen im Kanton Aargau 2020
- Grüne: 14
- SP: 23
- EVP: 6
- GLP: 13
- CVP: 18
- FDP: 21
- SVP: 43
- EDU: 2

Bei den Wahlen im Kanton Aargau 2020 werden die 140 Mitglieder des Grossen Rates (Parlament) und die fünf Mitglieder des Regierungsrats (Regierung) für die Legislaturperiode 2021–24 neu gewählt. Die Grossratswahlen und der erste Wahlgang der Regierungsratswahlen fanden am 18. Oktober 2020 statt, ein allfälliger zweiter Wahlgang wäre am 29. November 2020 erfolgt.

## Wahlverfahren

### Grosser Rat
Das Wahlverfahren ist im Grossratswahlgesetz geregelt.
Der Grosse Rat (Legislative) umfasst 140 Sitze und wird alle vier Jahre nach Proporz neu gewählt. Die elf Wahlkreise entsprechen den Aargauer Bezirken. Die Zahl der Grossräte pro Wahlkreis ergibt sich aus der Bevölkerungszahl per Ende 2018. Durch das doppeltproportianale Zuteilungsverfahren («doppelter Pukelsheim») werden die Sitze zuerst nach dem gesamtkantonalen Ergebnis an die Listengruppen verteilt (Oberzuteilung) und die erzielten Sitze dann auf die Wahlkreislisten verteilt (Unterzuteilung). Eine Listengruppe besteht aus gleichnamigen Listen in verschiedenen Wahlkreisen. Für die Teilnahme an der Sitzverteilung muss eine Listengruppe in mindestens einem Wahlkreis die Fünf-Prozent-Hürde oder auf gesamtkantonaler Ebene die Drei-Prozent-Hürde erreichen. Listenverbindungen sind nicht möglich.
In jedem Wahlkreis dürfen die Wahlvorschläge (Listen) maximal so viele Kandidaten umfassen, wie Sitze zu vergeben sind. Jeder Kandidat muss im Wahlkreis wohnhaft sein und darf nur einmal auf einer Liste aufgeführt sein. Dabei kann jeder Wähler ebenfalls so viele Kandidaten wählen, wie Sitze zu vergeben sind und durch Panaschieren und Kumulieren einem Kandidaten höchstens zwei Stimmen geben. Jede Stimme für einen Kandidaten zählt zunächst als Parteistimme für die Sitzzuteilung auf die Parteien und danach als Stimme für den Kandidaten bei der Verteilung der Sitze auf die Parteikandidaten. Jeder Wahlvorschlag muss von mindestens 15 Wahlberechtigten unterzeichnet werden.
| Wahlkreis (Bezirk) | Anzahl Vertreter (Veränderung) |
| ------------------ | ------------------------------ |
| Aarau              | 16                             |
| Baden              | 30                             |
| Bremgarten         | 16                             |
| Brugg              | 10 (−1)                        |
| Kulm               | 09                             |
| Laufenburg         | 07                             |
| Lenzburg           | 13 (+1)                        |
| Muri               | 07                             |
| Rheinfelden        | 10                             |
| Zofingen           | 15                             |
| Zurzach            | 07                             |

### Regierungsrat
Das Wahlverfahren ist im Gesetz über die politischen Rechte geregelt.
Der Regierungsrat (Exekutive) umfasst fünf Sitze, die ebenfalls alle vier Jahre neu gewählt werden. Die Regierungsratswahl findet immer gleichzeitig zur Grossratswahl statt. Die Sitze werden nach dem Mehrheitswahlrecht vergeben. Gewählt sind im ersten Wahlgang diejenigen Kandidaten, die das absolute Mehr (Anzahl gültige Stimmen geteilt durch die doppelte Anzahl der Sitze) erreicht haben. Sollte dies auf mehr Kandidaten zutreffen, als Sitze zu vergeben sind, sind jene fünf Kandidaten mit der höchsten Stimmenzahl gewählt. Werden im ersten Wahlgang nicht alle Sitze besetzt, findet ein zweiter Wahlgang statt, in dem das relative Mehr gilt, die Kandidaten mit der höchsten Stimmenzahl sind also gewählt.
Das Amt des Landammanns und des Landesstatthalters rotiert jährlich.

## Ausgangslage

### Kantonale Wahlen 2016
- Grüne: 10
- SP: 27
- GLP: 7
- EVP: 6
- CVP: 17
- BDP: 4
- FDP: 22
- SVP: 45
- EDU: 2

Die letzten Gesamterneuerungswahlen fanden am 23. Oktober 2016 statt. Stärkste Kraft im Grossen Rat wurde erneut die SVP mit 45 Sitzen (unverändert). Die Siegerin der Grossratswahlen war jedoch die SP, die um fünf Sitze zulegen konnte und auf neu 27 Sitze kam. Die FDP hielt ihre 22 Sitze. Die CVP (neu 17 Sitze) und die BDP (neu 4) verloren je zwei Sitze, die GLP einen (neu 7). Die Grünen (10), die EVP (6) und die EDU (2) erfuhren keine Veränderung der Sitzzahl. Die BDP und die EDU konnten jeweils nur in einem Wahlkreis die Fünf-Prozent-Hürde erreichen und erfüllten somit die Wahlhürde nur knapp. Chancenlos waren die SLB und die LOVB.
Bei den Regierungsratswahlen wurden die bisherigen Regierungsräte Urs Hofmann (SP), Stephan Attiger (FDP) und Alex Hürzeler (SVP) im ersten Wahlgang wiedergewählt. Auch Markus Dieth (CVP) wurde im ersten Wahlgang gewählt und verteidigte für die CVP somit den Sitz des nicht mehr angetretenen Roland Brogli. Die Grünen konnten den Sitz der abtretenden Susanne Hochuli nicht halten und verzichteten auf eine Kandidatur im zweiten Wahlgang. In diesem setzte sich Franziska Roth (SVP) gegen Yvonne Feri (SP) und Maya Bally (BDP) durch und holte so für die SVP erstmals einen zweiten Regierungsratssitz.
Im März 2019 wurde Roth nach Kritik aus mehreren Fraktionen vom Regierungsrat teilweise entmachtet. Infolge von Rücktrittsforderungen aus der eigenen Partei trat sie im April aus der SVP aus. Im Juli 2019 trat sie als Regierungsrätin zurück. Bei der Ersatzwahl im November 2019 setzte sich Jean-Pierre Gallati (SVP) im zweiten Wahlgang mit 50,5 % gegen die erneut antretende Yvonne Feri (SP) durch. Somit ist erstmals seit 2008 keine Frau mehr in der Regierung vertreten.

### Nationale Parlamentswahlen 2019
Ein Jahr vor den kantonalen Wahlen 2020 fanden die nationalen Parlamentswahlen statt. Bei den Nationalratswahlen im Kanton Aargau verbuchte die SVP deutliche Verluste (−6,5 %) und kam noch auf sechs Sitze (−1). Die SP konnte auch dank einer Listenverbindung mit den Grünen einen Sitz dazugewinnen (neu 3). Die FDP kam noch auf zwei Sitze (−1), während die CVP überraschend ebenfalls auf zwei Sitze (+1) kam. Die Grünen (+4,3 %) und die Grünliberalen (+3,3 %) konnten jeweils trotz Zugewinnen beim Wähleranteil keinen zweiten Sitz holen. Die EVP eroberte den einzigen Sitz ihres Listenverbindungspartners BDP. EDU, Piraten und LOVB erzielten allesamt höchsten ein Prozent der Wählerstimmen.
Bei den Ständeratswahlen ergaben sich jedoch gegenläufige Tendenzen: Thierry Burkart konnte den FDP-Sitz problemlos verteidigen, Hansjörg Knecht eroberte für die SVP den zweiten Sitz, den zuvor Pascale Bruderer (SP) innehatte.

## Kandidaturen

### Grosser Rat
Die Einreichungsfrist für Grossratskandidaturen lief am 27. Juli 2020 ab. Insgesamt treten elf Listengruppen mit 389 Kandidatinnen und 638 Kandidaten an. Die LOVB tritt in acht Wahlkreisen an, die 2016 nicht angetretene Piratenpartei in deren zwei. Bei der Liste FFF handelt es sich um eine Einzelperson. Die übrigen Parteien treten in allen elf Wahlkreisen an. Nicht mehr zur Wahl treten die bisher im Grossen Rat vertretene BDP und die SLB an. Zwei der vier bisherigen BDP-Grossräte wechselten im April 2020 zur CVP und treten auf deren Listen an. Als Grund für die Nicht-Teilnahme gab die BDP die zu geringen Wiederwahlchancen an.
| Listennummer | Listenbezeichnung                                        |
| ------------ | -------------------------------------------------------- |
| 01           | SVP – Schweizerische Volkspartei                         |
| 02           | SP – Sozialdemokratische Partei, JUSO und Gewerkschaften |
| 03           | FDP.Die Liberalen und Jungfreisinnige                    |
| 04           | CVP Die Mitte                                            |
| 05           | Grüne und Junge Grüne                                    |
| 06           | glp – Grünliberale Partei                                |
| 07           | EVP – Evangelische Volkspartei                           |
| 08           | EDU – Eidgenössisch-Demokratische Union                  |
| 09           | LOVB – Lösungs-Orientierte-Volks-Bewegung                |
| 10           | FFF – Frecher Frischer Fischer                           |
| 11           | PPAG – Piratenpartei Aargau                              |

### Regierungsrat
Die Frist zur Einreichung von Wahlvorschlägen lief am 21. August 2020 ab. Insgesamt gibt es offiziell fünf Kandidatinnen und sieben Kandidaten. Im ersten Wahlgang sind jedoch alle Wahlberechtigten wählbar.
Die bisherigen Regierungsräte Alex Hürzeler (SVP), Stephan Attiger (FDP), Markus Dieth (CVP) und Jean-Pierre Gallati (SVP) treten erneut zur Wahl an. Ihre jeweiligen Parteien verzichteten auf weitere Kandidaturen. Für den nicht mehr antretenden Urs Hofmann (SP) nominierte seine Partei den Co-Fraktionschef Dieter Egli. Die Grünen nominierten die Zofinger Stadträtin Christiane Guyer und damit als einzige grössere Partei eine Frau. Die übrigen im Grossrat vertretenen Parteien verzichteten auf eine eigene Kandidatur. Die Grünliberalen wären nur im Fall einer Doppelvakanz angetreten.
Die Juso nominierte aufgrund der Frauenfrage drei Kandidatinnen (Cybel Dickson, Patricia Hegglin und Zoe Sutter). Ausserdem kandidieren Theres Schöni (LOVB), Stephan Zurfluh (i54.ch) und der Dauerkandidat Pius Lischer («Für Freiheit und Gesundheit»).

## Ergebnisse der Grossratswahlen

Bei den Grossratswahlen trat wie schon bei den nationalen Wahlen erwartungsgemäss eine «grüne Welle» ein. GLP und Grüne legten um sechs bzw. vier Sitze zu. Auch die CVP konnte einen Sitz dazugewinnen, jedoch waren aufgrund des Nichtantritts der BDP (bisher vier Sitze), mit der die CVP in Fusionsgesprächen steht, grössere Gewinne erwartet worden.
Die SVP verlor zwei Sitze und blieb deutlich stärkste Kraft im Aargau. Aufgrund des Absturzes bei den nationalen Wahlen im Aargau waren ihr bei der Grossratswahl, die auch als Testwahl für den polarisierenden kantonalen Parteipräsidenten Andreas Glarner gesehen wurde, grössere Verluste prognostiziert worden. Die stärksten Verluste erlitt die SP (minus vier Sitze), die noch am Vortag zwei neue Parteipräsidenten gewählt hatte. Auch die FDP verlor einen Sitz. Die kleineren Parteien EVP und EDU blieben bezüglich der Sitzzahl stabil. Letztere verpasste zwar die kantonale Drei-Prozent-Hürde, erfüllte jedoch dennoch die Sperrklausel, indem sie in einem Wahlkreis (Kulm) deutlich mehr als die geforderten fünf Prozent erreichte.
Die Wahlbeteiligung lag bei 33,03 %. Wahlberechtigt waren 422'812 Personen.
|  | Partei                              | Wähler | Prozent (+/−) | Prozent (+/−) | Sitze (+/−) | Sitze (+/−) |
|  | ----------------------------------- | ------ | ------------- | ------------- | ----------- | ----------- |
|  | Schweizerische Volkspartei          | 40'900 | 30,31 %       | − 1,63 %p     | 43          | − 2         |
|  | Sozialdemokratische Partei          | 22'335 | 16,55 %       | − 2,37 %p     | 23          | − 4         |
|  | FDP. Die Liberalen                  | 19'850 | 14,71 %       | − 1,29 %p     | 21          | − 1         |
|  | Christlichdemokratische Volkspartei | 17'278 | 12,80 %       | +0,70 %p      | 18          | + 1         |
|  | Grüne Partei                        | 13'506 | 10,01 %       | + 2,96 %p     | 14          | + 4         |
|  | Grünliberale Partei                 | 12'459 | 9,23 %        | + 3,97 %p     | 13          | + 6         |
|  | Evangelische Volkspartei            | 5'671  | 4,20 %        | + 0,15 %p     | 6           | ± 0         |
|  | Eidgenössisch-Demokratische Union   | 2'162  | 1,60 %        | − 0,17 %p     | 2           | ± 0         |
|  | Lösungs-Orientierte Volks-Bewegung  | 371    | 0,28 %        | + 0,24 %p     | 0           | ± 0         |
|  | Frecher Frischer Fischer            | 321    | 0,24 %        | neu           | 0           | neu         |
|  | Piratenpartei                       | 108    | 0,08 %        | neu           | 0           | neu         |

## Ergebnisse der Regierungsratswahlen
Bei den Regierungsratswahlen sind die Amtsinhaber Markus Dieth (CVP), Stephan Attiger (FDP), Alex Hürzeler und Jean-Pierre Gallati (beide SVP) wie erwartet bestätigt worden. Dieter Egli verteidigte für die Sozialdemokraten erfolgreich ihren Sitz gegenüber Christiane Guyer (Grüne), wenngleich beide Kandidaten offiziell den gemeinsamen Einzug auf Kosten eines Bisherigen als Ziel gesetzt hatten. Da die fünf stimmenstärksten Kandidaten das absolute Mehr erreicht haben, sind sie im ersten Wahlgang direkt gewählt, somit entfällt der zweite Wahlgang. Guyer schied trotz Erreichen des absoluten Mehrs als überzählig aus.
|  | Kandidat                     | Partei      | Stimmen | % des abs. Mehrs | Ergebnis |
|  | ---------------------------- | ----------- | ------- | ---------------- | -------- |
|  | Markus Dieth (bisher)        | CVP         | 95'611  | 167,16 %         | gewählt  |
|  | Stephan Attiger (bisher)     | FDP         | 95'404  | 166,80 %         | gewählt  |
|  | Alex Hürzeler (bisher)       | SVP         | 87'413  | 152,83 %         | gewählt  |
|  | Jean-Pierre Gallati (bisher) | SVP         | 74'492  | 130,24 %         | gewählt  |
|  | Dieter Egli                  | SP          | 69'747  | 121,94 %         | gewählt  |
|  | Christiane Guyer             | GPS         | 60'103  | 105,08 %         |          |
|  | Patricia Hegglin             | JUSO        | 20'707  | 36,20 %          |          |
|  | Zoe Sutter                   | JUSO        | 15'746  | 27,53 %          |          |
|  | Cybel Dickson                | JUSO        | 15'509  | 27,11 %          |          |
|  | Pius Lischer                 | parteilos   | 8'684   | 15,18 %          |          |
|  | Theres Schöni                | LOVB        | 8'597   | 15,03 %          |          |
|  | Stephan Zurfluh              | i54.ch      | 4'397   | 7,69 %           |          |
|  | Vereinzelte                  | Vereinzelte | 15'566  |                  |          |